# Mycenella
Mycenellalà một chi nấm trong họ Tricholomataceae. Chi này phân bố rộng rãi và chứa 10 loài, tìm thấy chủ yếu ở vùng khí hậu ôn hòa.